# Peugeot 5008 III
Pour les articles homonymes, voir Peugeot 5008.
Le 5008 III est un SUV familial du constructeur automobile français Peugeot, produit à partir de 2024.
Il succède à la seconde génération du 5008, produite de 2017 à 2024.

## Présentation

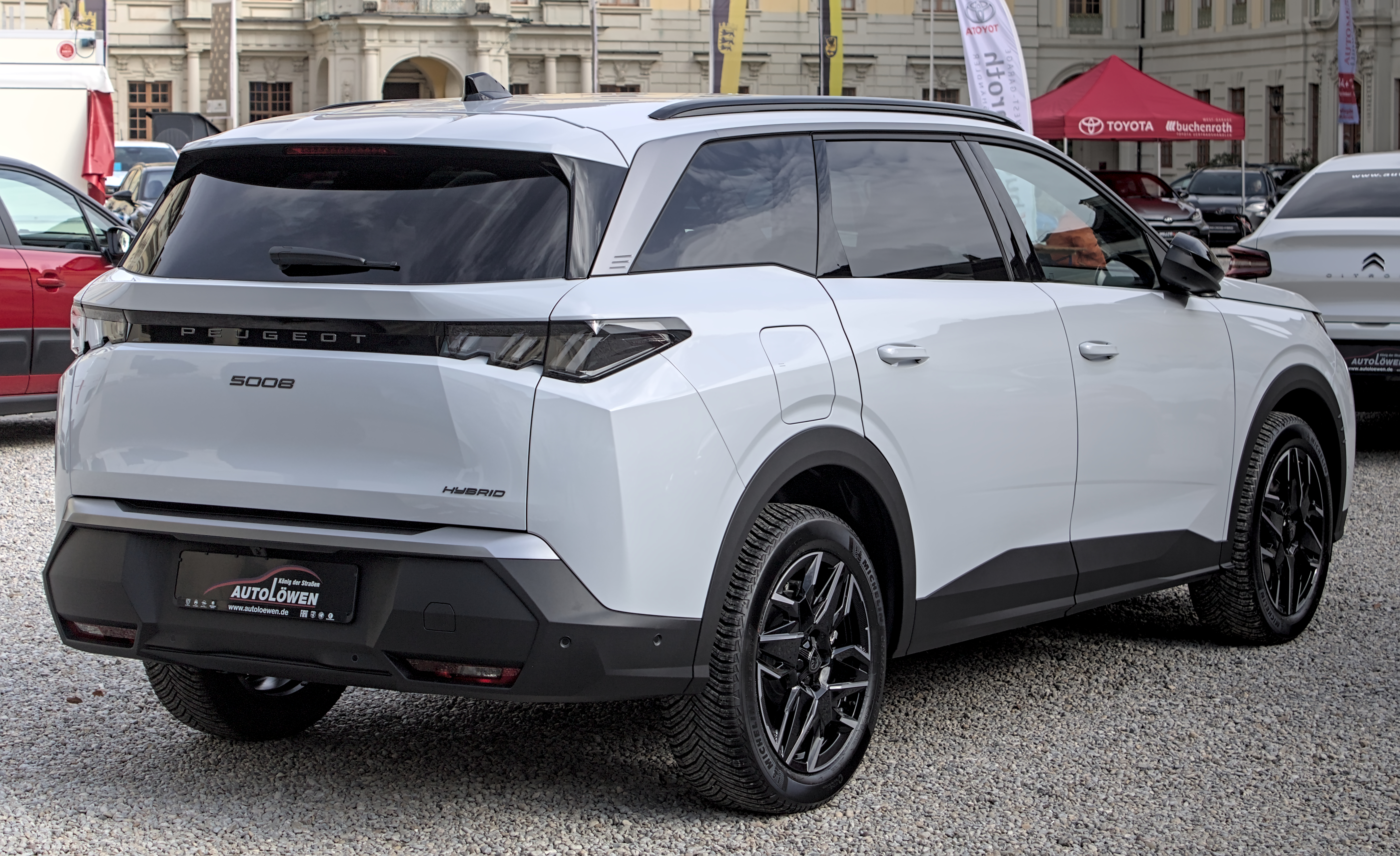
Arrière.

La troisième génération de 5008 (code interne P74) est présentée en mars 2024.
Les commandes pour ce SUV s'ouvrent en avril 2024 pour des livraisons à partir du mois de septembre de la même année.

## Caractéristiques techniques
La 5008 repose sur la plate-forme technique STLA Medium (évolution de la plate-forme EMP2) du groupe Stellantis, la même utilisée par la 3008.
Elle est plus longue de 15 centimètres que la version précédente, plus large de 4 centimètres et plus haute de 5 centimètres.

### Conception intérieure
De la même manière que les précédentes générations, la 5008 est une version agrandie de la 3008, disposant de 7 places de série. Elle reprend ainsi le design de la face avant ainsi que le tableau de bord, le Panoramic i-Cockpit, dalle numérique mesurant 21".
La 5008 perd pour la première fois le siège central indépendant au profit d'une banquette rabattable en 2/3 et 1/3, les dossiers des trois passagers peuvent toujours s'incliner indépendamment sur cinq points. Peugeot explique que la banquette fractionnée en 2/3 permet de n'avoir que deux rails, augmentant l'espace aux jambes pour les passagers de troisième rang. 
Alors que cette génération de 5008 ne dispose plus de trois sièges arrière de même largeur, Peugeot expose le fait que « 80 % des acheteurs de 5008 n'avaient qu'un ou deux enfants, ainsi la place du centre n'était jamais utilisée ». 
Pour faciliter l'accès aux 2 dernières places, Peugeot propose un système de basculement automatique des sièges du second rang. Les places situées dans le coffre ne sont plus des strapontins, mais des sièges, qui ne peuvent plus être retirés.

### Motorisations
Étant une version agrandie de la 3008, elle reprend ainsi les motorisations, allant de l'hybride simple jusqu'au 100 % électrique, passant par l'hybride rechargeable.
Essence
Cette nouvelle génération reprend le 3-cylindres turbo essence 1.2 PureTech équipé d'une micro-hybridation de 48 V, équipée d'une boîte automatique (e-DCS6) à double embrayage. Le tout développe une puissance de 136 chevaux.
En outre, Peugeot propose également un bloc hybride rechargeable de 195 chevaux. Il est équipé d'un 4-cylindres turbo essence 1.6 PureTech de 150 chevaux et d'un moteur électrique. Ce bloc motopropulseur est associé à une boîte automatique 7 rapports et permettra un roulage en 100 % électrique sur 80 km. Le réservoir d'essence augmente à 55 litres.
Les boîtes de vitesses automatiques sont fournies par l'équipementier belge Punch Powertrain.
Électrique

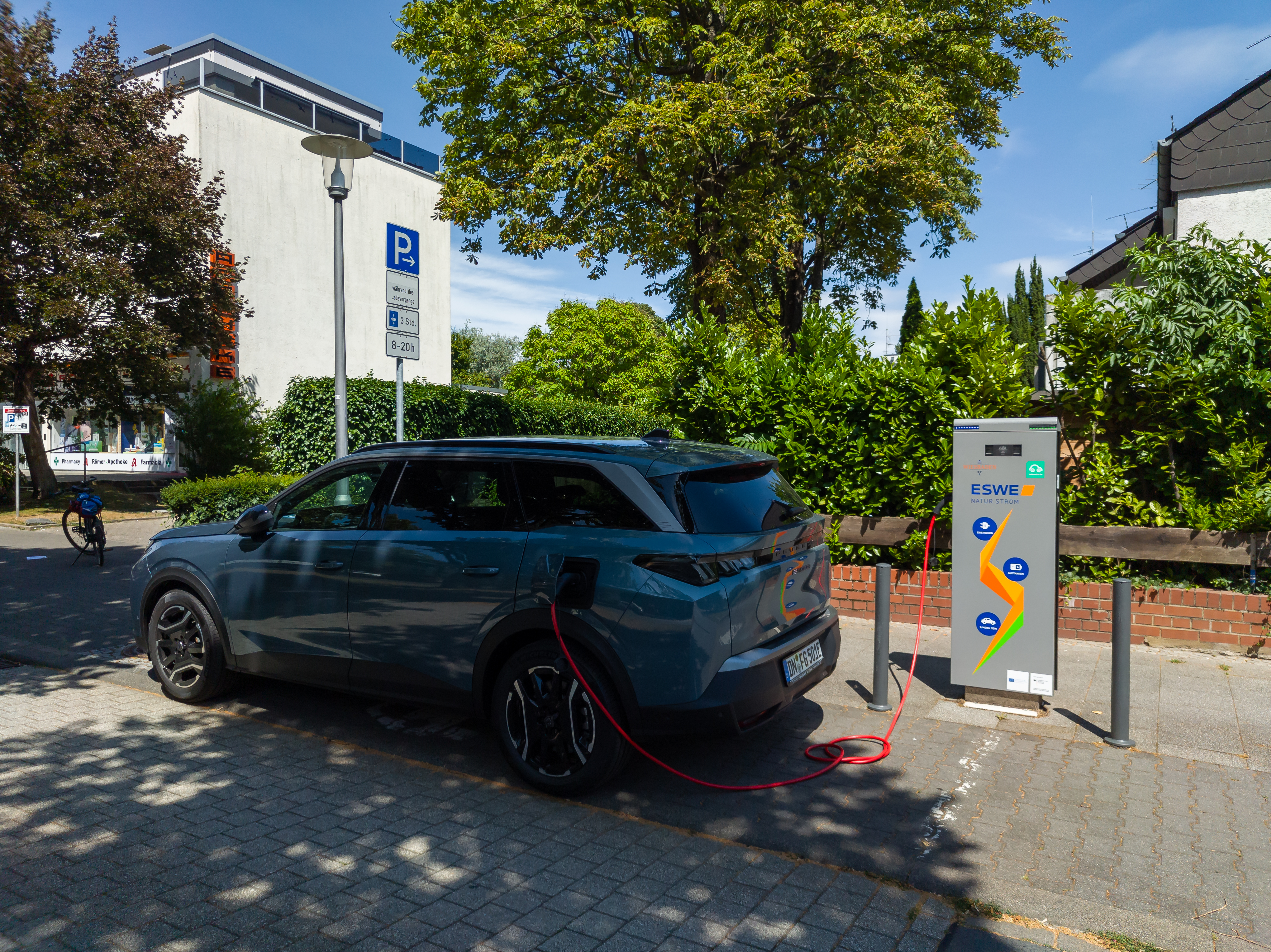
E-5008

Le 5008 III est la première génération à être déclinée en une version 100 % électrique, dénommée E-5008.
Peugeot propose 2 packs batteries et 3 motorisations :
- 210 chevaux et batterie de 73 kWh en traction (autonomie de 502 km[8]) ;
- 230 chevaux et batterie de 98 kWh en traction (autonomie de 660 km[8]) ;
- 320 chevaux (deux moteurs) et batterie de 73 kWh en transmission intégrale (autonomie de 500 km). Le troisième moteur fait perdre 30 litres de capacité de coffre.

Ces versions électriques sont équipées d'un freinage régénératif à trois niveaux, et peuvent recevoir un pompe à chaleur, en option, 
Selon Peugeot, la puissance de recharge de 160 kW permet au véhicule de passer de 20 à 80 %, en 30 minutes.
Cette version électrique est dotée de la fonctionnalité de charge bidirectionnelle, dite V2L Vehicle-to-Load, permettant de brancher des appareils électriques extérieurs.